# Norops bitectus
Norops bitectus är en ödleart som beskrevs av  Cope 1864. Norops bitectus ingår i släktet Norops och familjen Polychrotidae. Inga underarter finns listade i Catalogue of Life.